# زمین‌لرزه ۱۹۸۰ نپال
زمین‌لرزه نپال در تاریخ ۲۹ ژوئیه ۱۹۸۰ میلادی، برابر با ‎۷ مرداد ۱۳۵۹، ساعت ۱۴:۵۸:۴۰ به زمان یوتی‌سی در نپال رخ داد. ژرفای این زلزله ۱۴٫۴ کیلومتر بود، و بزرگی آن ۶٫۵ در مقیاس Mw اعلام شده‌است. زمین‌لرزه به وقت محلی در روز سه‌شنبه، ساعت ۱۹٫۷۵ روی داده و منطقه زمانی آن یوتی‌سی +۵٫۷۵ بوده‌است.
سازمان زمین‌شناسی آمریکا نیز رومرکز این زمین‌لرزه را در مختصات ۲۹°۳۵′۵۳″شمالی ۸۱°۰۵′۳۱″شرقی / ۲۹٫۵۹۸°شمالی ۸۱٫۰۹۲°شرقی و ژرفای آنرا در ۱۸ کیلومتر گزارش کرده‌است. بزرگی برگزیدهٔ این سازمان از میان بزرگیهای محاسبه‌شدهٔ مختلف ۶٫۶ در مقیاس ریشتر بوده و از دید اثر، در میان چهار دسته‌بندی «نامحسوس»، «محسوس»، «زیان‌آور» یا «با تلفات»، زلزله را «با تلفات» اعلام کرده‌است.
پروژهٔ «تنسور گشتاور مرکزوار» زاویه‌های (راستا، شیب، ریک) گسل سازندهٔ زمین‌لرزه و صفحه عمود بر آنرا (°۲۹۰، °۲۱، °۹۱) یا (°۱۰۸، °۶۹، °۸۹) و نوع گسل را«معکوس» فرارسانده‌است.
شمار کشتگان زلزله حدود ۱۰۰ نفر بوده‌است. تعداد زخمیان ۵۶۰۰ نفر برآورده شده‌است. بی‌خانمان شدگان نیز ۳۵۰۰۰ نفر اعلام شده‌است.